# Henize 206
Henize 206 (również LHA 120-N 206) – mgławica (obszar H II) znajdująca się w Wielkim Obłoku Magellana, obserwowana w kierunku konstelacji Złotej Ryby w odległości około 163 000 lat świetlnych. Mgławica ta została skatalogowana po raz pierwszy w 1956 roku przez Karla Henize – astronoma oraz astronautę NASA. Jest powiązana z gromadą otwartą NGC 2018.
Mgławica Henize 206 jest obszarem nieba, który jest wypełniony nowo narodzonymi gwiazdami. Widoczne u góry zdjęcia łuki pozostałości po supernowej sugerują, że fala uderzeniowa wywołana eksplozją gwiazdy przypuszczalnie sama wyzwoliła proces formowania się nowej generacji gwiazd poprzez kondensację pyłu i gazu wewnątrz Henize 206. Proces ten ukazuje kontynuację kosmicznego cyklu śmierci i wywołanych wybuchem narodzin nowych gwiazd.